# Chondrostoma holmwoodii
Chondrostoma holmwoodii és una espècie de peix cipriniforme de la família dels ciprínids.

## Morfologia
Els mascles poden assolir els 25 cm de longitud total.

## Distribució geogràfica
Es troba a Turquia.